# Emerson Royal
Emerson Aparecido Leite de Souza Junior, zkráceně jen Emerson Royal (14. leden 1999 São Paulo, Brazílie), je brazilský fotbalový obránce, který od léta 2024 hraje za italský Milán. Také hraje za brazilský národní tým.

## Přestupy
- z Ponte Preta do Mineiro za 1 180 000 Euro
- z Mineiro do Barcelona za 12 000 000 Euro
- z Barcelona do Real Betis za 6 000 000 Euro
- z Real Betis do Barcelona za 14 000 000 Euro
- z Barcelona do Tottenham za 25 000 000 Euro
- z Tottenham do Milán za 15 000 000 Euro

## Kariéra

### Klubová
Narodil se v São Paulu a vyrůstal ve městě Americana. Svou přezdívku Royal dostal od svého strýce, který říkal, že mu připomíná maskota želé značky Royal prodávaného v Brazílii.

#### Ponte Preta
Připojil se k akademii brazilského klubu Ponte Preta v roce 2014. První zápas v Sérii A odehrál 5. listopadu 2017, když v 58. minutě utkání proti Bahia vystřídal zraněného Johna Klebera. Během sezóny odehrál v nejvyšší brazilské soutěži ještě jedno utkání, a to o tři dny později, když se objevil v základní sestavě utkání proti Grêmiu.
Na začátku sezóny 2018 se stal stabilním členem základní sestavy. V sezóně odehrál 14 utkání ve státní lize Mistrovství Paulista. Dne 2. dubna 2018 vstřelil svůj první branku, jednalo se o vítěznou branku finále Mistrovství Paulista proti Mirassolu.

#### Mineiro
Dne 27. dubna 2018 přestoupil do Mineira za částku okolo 5 miliónů realů (asi jeden milion euro); v klubu podepsal pětiletou smlouvu. V rámci dohody odešel Danilo Barcelos opačným směrem na hostování.
Dne 19. května 2018 odehrál první utkání a odehrál celých 90 minut proti Cruzeiru (1:0). Svůj první branku v nejvyšší soutěži vstřelil 30. září proti Sportu Recife (5:2).

#### Real Betis a Barcelona
Dne 31. ledna 2019 přestoupil do španělské Barcelony za 12 milionu Euro, ke kterému mělo dojít na začátku července 2019. Součástí přestupu však byl i jiný španělský klub Real Betis. Každý z klubů zaplatil polovinu přestupové částky a získal 50% ekonomické hodnoty hráče (v případě přestupu hráče by oba kluby získaly polovinu). V červenci 2019 se měl stát hráčem Real Betis, přičemž Barcelona mohla jej odkoupit za 6 milionů euro v roce 2021. Emerson odešel v lednu 2019 na hostování do Realu Betis do konce 2018/19. V klubu debutoval 21. února, když nastoupil na poslední minutu utkání proti francouzskému Stade Rennais v odvetném zápase šestnáctifinále EL; francouzský celek postoupil po výsledcích 3:3 a 3:1. V La Lize debutoval 10. března, když opět odehrál jedinou minutu v zápase, tentokráte proti Celtě Vigo. Ve zbytku sezóny nastupoval pravidelně, objevil se dokonce čtyřikrát v základní sestavě.
V létě 2019 se stal hráčem Real Betis a v úvodním kole sezóny 2019/20 asistoval na branku Lorena Moróna v zápase proti Realu Valladolid; zápas však skončil porážkou andaluského týmu 1:2. Svůj první gól v dresu Béticos vstřelil 27. září 2019 při prohře 1:5 proti Villarrealu. V sezóně odehrál celkem 33 ligových utkání, ve kterých vstřelil tři branky a na dalších šest přihrál.
Svoji první červenou kartu v kariéře obdržel 26. září 2020 v ligovém zápase proti Realu Madrid. V 48. minutě utkání vstřelil vlastní branku po centru Daniela Carvajala a v 64. minutě byl vyloučen po faulu na Luku Joviće. Svou jedinou ligovou branku v sezóně vstřelil 14. února do sítě Villarrealu při výhře 2:1.
Dne 2. června 2021 využila Barcelona svou možnost jej odkoupit. V klubu podepsal tříletou smlouvu. V dresu Blaugranas debutoval v prvním kole sezóny, 15. srpna při výhře 4:2 nad Realem Sociedad odehrál posledních 20 minut utkání poté, co vystřídal Sergiña Desta. V základní sestavě se poprvé objevil 29. srpna ve třetím kole v zápase proti Getafe. Jenže po třech utkání jej klub prodal do anglického Tottenhamu.

#### Tottenham
Smlouvu podepsal na pět let. V Premier League debutoval 11. září ve čtvrtém kole sezóny proti Crystal Palace; zápas Tottenham prohrál 3:0. Za kohouty odehrál tři sezony, ale žádné trofeje nezískal.

#### Milán
Dne 12. srpna 2024 byl oznámen přestup do italského Milána.

### Reprezentační
Debutoval v brazilské reprezentaci 19. listopadu 2019, a to při výhře 3:0 nad Jižní Koreou.
Dne 11. června 2021 byl nominován manažerem Titem na závěrečný turnaj Copa América 2021. Debut na turnaji si odbyl 17. června, když odehrál posledních šest minut utkání proti Peru v druhém zápase základní skupiny. O deset dní později si připsal svůj první start v základní sestavě, když v posledním zápase skupinové fáze proti Ekvádoru odehrál celý zápas, který skončil remízou 1:1. 10. července odehrál poslední čtvrthodinu finálového utkání proti Argentině, který skončil porážkou Kanárků 0:1.

## Statistika

### Klubová
| Sezóna                | Klub                  | Liga                  | Liga   | Liga | Ligové poháry | Ligové poháry | Ligové poháry | Kontinentální poháry | Kontinentální poháry | Kontinentální poháry | Celkem | Celkem |
| Sezóna                | Klub                  | Soutěž                | Zápasy | Góly | Soutěž        | Zápasy        | Góly          | Soutěž               | Zápasy               | Góly                 | Zápasy | Góly   |
| --------------------- | --------------------- | --------------------- | ------ | ---- | ------------- | ------------- | ------------- | -------------------- | -------------------- | -------------------- | ------ | ------ |
| 2017                  | Ponte Preta           | MP+Série A            | 2+3    | 0    | BP            | 1             | 0             | -                    | 0                    | 0                    | 6      | 0      |
| 2018                  | Ponte Preta           | MP+Série A            | 14+0   | 1    | BP            | 5             | 0             | -                    | 0                    | 0                    | 19     | 1      |
| Celkem za Ponte Preta | Celkem za Ponte Preta | Celkem za Ponte Preta | 19     | 1    | -             | 6             | 0             | -                    | 0                    | 0                    | 25     | 1      |
| 2018                  | Mineiro               | MM+Série A            | 0+23   | 1    | -             | 0             | 0             | -                    | 0                    | 0                    | 23     | 1      |
| 2019                  | Real Betis            | Primera División      | 6      | 0    | ŠP            | 0             | 0             | EL                   | 1                    | 0                    | 7      | 0      |
| 2019/20               | Real Betis            | Primera División      | 33     | 3    | ŠP            | 1             | 0             | -                    | 0                    | 0                    | 34     | 3      |
| 2020/21               | Real Betis            | Primera División      | 34     | 1    | ŠP            | 4             | 1             | -                    | 0                    | 0                    | 38     | 1      |
| Celkem za Real Betis  | Celkem za Real Betis  | Celkem za Real Betis  | 73     | 4    | -             | 5             | 1             | -                    | 1                    | 0                    | 79     | 5      |
| 2021                  | Barcelona             | Primera División      | 3      | 0    | -             | 0             | 0             | -                    | 0                    | 0                    | 3      | 0      |
| 2021/22               | Tottenham             | Premier League        | 31     | 1    | AP+ALP        | 3+4           | 0             | EKL                  | 3                    | 0                    | 41     | 1      |
| 2022/23               | Tottenham             | Premier League        | 26     | 2    | AP+ALP        | 2+0           | 0             | LM                   | 8                    | 0                    | 36     | 2      |
| 2023/24               | Tottenham             | Premier League        | 22     | 1    | AP+ALP        | 1+1           | 0             | -                    | 0                    | 0                    | 24     | 1      |
| Celkem za Tottenham   | Celkem za Tottenham   | Celkem za Tottenham   | 79     | 4    | -             | 11            | 0             | -                    | 11                   | 0                    | 101    | 4      |
| 2024/25               | Milán                 | Serie A               | 17     | 0    | IP+IS         | 0+2           | 0             | LM                   | 7                    | 0                    | 26     | 0      |
| Celkově               | Celkově               | Celkově               | 214    | 10   | -             | 24            | 1             | -                    | 19                   | 0                    | 256    | 11     |

## Úspěchy

### Klubové

#### Národní
- vítěz italského superpoháru (1x)

Milán: 2024

### Reprezentační
- 1× na CA (2021 – stříbro)